# Templo de Harare, Zimbabue
El Templo de Harare, Zimbabue es uno de los templos en construcción de la Iglesia de Jesucristo de los Santos de los Últimos Días, el primer templo SUD construido en Zimbabue y el número 13 en el continente Africano, ubicado en la capital del país, Harare. Previo a la construcción del templo en la ciudad de Harare, los fieles de la región viajaban al Templo de Johannesburgo para sus ceremonias eclesiásticas. Cercanos a Zimbabue, la iglesia ha anunciado la construcción del templo de Beira, Mozambique y el templo de Nairobi, Kenia hacia el norte.

## Historia
La Iglesia en Zimbabue cuenta con seis estacas y dos misiones. La primera estaca SUD en el país fue organizada en diciembre de 1999 y su primera misión exclusiva para el país fue creada en 1987 luego de que el país fuese independizada en 1980 de Gran Bretaña. Previo a ello, el país se conocía como República de Rodesia y sus misioneros eran asignados desde una de las misiones de Sudáfrica en Johannesburgo. La primera congregación en Rodesia fue organizada en septiembre de 1951, construyendo luego dos capillas, el primer centro de reuniones en 1967 en Harare y un segundo en 1968 en la ciudad de Bulawayo.

## Ubicación
La construcción del templo de la ciudad de Harare fue anunciado por el entonces presidente de la iglesia SUD Thomas S. Monson durante la conferencia general de la iglesia el 3 de abril de 2016 junto con el Templo de Belém, el templo de Quito, Ecuador y el segundo templo en Perú, el templo de Los Olivos.  Tras el anuncio público, la iglesia en ese país buscó un terreno adecuado, escogiendo un terreno donde se encuentran capillas y otros edificios de la iglesia.

## Construcción
El evento relacionado con la ceremonia de la primera palada fue anunciado en una carta a las autoridades locales de Zimbabue. La ceremonia, que incluye una oración dedicatoria del lugar de construcción, tuvo lugar el 12 de diciembre de 2020, presidida por Edward Dube junto a otros líderes locales de la iglesia y civiles, incluyendo el presidente del país Emmerson Mnangagwa. Adjunto al comunicado de prensa del 1 de octubre de 2020 que anunciaba la ceremonia de la primera palada, la iglesia presentó una versión oficial del edificio y su ubicación en un terreno cercano al Aeropuerto.
Para junio de 2019 el perímetro del templo se había delineado sobre el terreno y la excavación comenzó para la fundación del edificio. Para fines de 2019, la construcción incluía la fundación y las paredes ya alzadas. Las paredes exteriores del piso principal tenían las aberturas respectivas para las ventanas y puertas. Barras de acero alineaban los bordes del edificio en preparación para el vertido del concreto, el cual comenzó en enero de 2020 junto con el refuerzo para la torre central. Para marzo de 2020 se había iniciado la construcción del edificio anexo para hospedar a usuarios de comunidades lejanas. Para mayo de 2020 se ergieron la torre central y el pináculo sobre el cual se asentaría la estatua clásica del ángel Moroni. Los jardines así como las luces de iluminación exterior se completaron a inicios de 2021. Para marzo de 2021, la construcción incluía los caminos peatonales y el asfaltado de los estacionamientos.